# Папа Иноћентије I
Папа Иноћентије I (лат. Innocentius I) био је бискуп Рима од 401. до смрти 12. марта 417. године. Можда је био син свог претходника, Анастасија. Од почетка свог папства виђен је као арбитар црквених спорова и на Истоку и на Западу. Потврдио је повластице солунском архиепископу, а издао је декрет о дисциплинском питањима које му је упутио руенски бискуп. Бранио је прогнаног Јована Златоустог и консултовао се са афрички епископима око пелагијанске контроверзе, потврђујући одлуке афричких синода. Католички свештеник Јохан Петер Кирш, 1500 година касније, описао је Иноћентија као врло енергичног и веома надареног појединца „...који је на изврстан начин испуњавао дужност свог положаја”.